# Orchestrella caroli
Orchestrella caroli là một loài nhện trong họ Sparassidae.
Loài này thuộc chi Orchestrella. Orchestrella caroli được George Newbold Lawrence miêu tả năm 1966.